# Championnat de France de football américain 2007
Navigation
Saison 2006 Saison 2008
La saison 2007 du casque de diamant est la 26e saison du championnat de France de football américain. Elle voit le sacre des Flash de La Courneuve.

## Déroulement du championnat
Le championnat compte désormais 8 clubs répartis en 2 poules de 4 clubs :
- Poule A : Cougars de Saint-Ouen-l'Aumône, Flash de La Courneuve, Spartiates d'Amiens, Templiers d'Élancourt
- Poule B : Argonautes d'Aix-en-Provence, Black Panthers de Thonon, Molosses d'Asnières, Servals de Clermont-Ferrand

Pendant la saison régulière, du 4 février au 20 mai, chaque club joue 10 matchs, 5 à domicile et 5 à l'extérieur. Il rencontre 2 fois les 2 autres clubs de sa poule et une les 4 clubs de l'autre poule.
À l'issue de la saison régulière les 2 premiers de chaque poule sont qualifiés pour les demi-finales. Le premier de la poule A rencontre le deuxième de la poule B et le premier de la poule B rencontre le deuxième de la poule A. Les premiers ont l'avantage de jouer à domicile.
Le club avec le moins bon total est relégué en division 2.

## Classement général
| Qualifié en play-offs |

| Relégué en division 2 |

| Poule A               |       |      |      |      |     |          |            |      |
| Club                  | Jour. | Vic. | Nuls | Déf. | Pts | Pts pour | Pts contre | Diff |
| Flash de La Courneuve | 10    | 10   | 0    | 0    | 30  | 239      | 57         | +182 |
| Spartiates d'Amiens   | 10    | 6    | 0    | 4    | 22  | 137      | 91         | +46  |
| Cougars de Saint-Ouen | 10    | 4    | 0    | 6    | 18  | 121      | 153        | -32  |
| Templiers d'Élancourt | 10    | 2    | 0    | 8    | 14  | 121      | 181        | -60  |

| Poule B             |       |      |      |      |     |          |            |      |
| Club                | Jour. | Vic. | Nuls | Déf. | Pts | Pts pour | Pts contre | Diff |
| Panthers de Thonon  | 10    | 9    | 0    | 1    | 28  | 268      | 158        | +110 |
| Servals de Clermont | 10    | 4    | 0    | 6    | 18  | 159      | 182        | -23  |
| Argonautes d'Aix    | 10    | 3    | 0    | 7    | 16  | 184      | 234        | -50  |
| Molosses d'Asnières | 10    | 2    | 0    | 8    | 14  | 142      | 315        | -173 |

## Calendrier / Résultats
| 1re journée (4 février 2007) - Argonautes 27 - 29 Black Panthers - Cougars 7 - 21 Flash - Molosses 14 - 12 Servals - Spartiates 28 - 6 Templiers 2e journée (10 et 11 février 2007) - Flash 6 - 0 Spartiates - Templiers 17 - 13 Cougars - Sevrals 14 - 27 Argonautes - Molosses 8 - 35 Black Panthers 3e journée (24 et 25 février 2007) - Spartiates 14 - 12 Cougars - Flash 13 - 0 Templiers - Black Panthers 28 - 14 Servals - Argonautes 0 - 18 Molosses 4e journée (3 et 4 mars 2007) - Flash 33 - 8 Servals - Templiers 35 - 21 Molosses - Spartiates 0 - 6 Black Panthers - Cougars 14 - 13 Argonautes 5e journée (17 et 18 mars 2007) - Servals 0 - 6 Spartiates - Molosses 7 - 21 Cougars - Black Panthers 27 - 14 Templiers - Argonautes 0 - 42 Flash |  | 6e journée (31 mars et 1er avril 2007) - Flash 14 - 0 Cougars - Templiers 0 - 9 Spartiates - Servals 40 - 27 Molosses - Black Panthers 25 - 22 Argonautes 7e journée (14 et 15 avril 2007) - Spartiates 21 - 22 Flash - Cougars 23 - 15 Templiers - Black Panthers 56 - 20 Molosses - Argonautes 13 - 24 Servals 8e journée (28 et 29 avril 2007) - Cougars 6 - 24 Spartiates - Templiers 7 - 9 Flash - Servals 13 - 20 Black Panthers - Molosses 20 - 40 Argonautes 9e journée (12 et 13 mai 2007) - Black Panthers 14 - 34 Flash - Servals 24 - 7 Cougars - Argonautes 28 - 20 Templiers - Molosses 7 - 31 Spartiates 10e journée (19 et 20 mai 2007) - Flash 45 - 0 Molosses - Spartiates 28 - 14 Argonautes - Cougars 6 - 28 Black Panthers - Templiers 7 - 10 Servals |

1. ↑  Match initialement prévu le 4 février et reporté au 24 mars.

## Play-offs

### Demi-finales
Le 2 juin 2007 :
- Flash 34-0 Servals
- Black Panthers 16-7 Spartiates

### Finale - Casque de diamant XIII
Le 16 juin 2007 à Paris au Stade Charléty devant 5000 spectateurs :
- Flash 21 - 6 Black Panthers

## Sources
- (fr) Redzone.fr